# Себед
Себед (рум. Săbed) — село у повіті Муреш в Румунії. Входить до складу комуни Чеуашу-де-Кимпіє.
Село розташоване на відстані 278 км на північний захід від Бухареста, 15 км на північний захід від Тиргу-Муреша, 65 км на схід від Клуж-Напоки, 143 км на північний захід від Брашова.

## Населення
За даними перепису населення 2002 року у селі проживали 743 особи.
Національний склад населення села:
| Національність | Кількість осіб | Відсоток |
| -------------- | -------------- | -------- |
| угорці         | 693            | 93,3%    |
| цигани         | 29             | 3,9%     |
| румуни         | 21             | 2,8%     |

Рідною мовою назвали:
| Мова      | Кількість осіб | Відсоток |
| --------- | -------------- | -------- |
| угорська  | 712            | 95,8%    |
| румунська | 31             | 4,2%     |